# Campeonato Mundial de Atletismo em Pista Coberta de 2024 - 60 m feminino
A prova dos 60 metros feminino do Campeonato Mundial de Atletismo em Pista Coberta de 2024 ocorreu no dia 2 de março na Arena Commonwealth, em Glasgow, no Reino Unido.

## Recordes
Antes desta competição, os recordes mundiais e do campeonato nesta prova eram os seguintes:
|                       | Nome            | Nacionalidade  | Tempo | Local   | Data                                           |
| --------------------- | --------------- | -------------- | ----- | ------- | ---------------------------------------------- |
| Recorde mundial       | Irina Privalova | Rússia         | 6s 92 | Madri   | 11 de fevereiro de 1993 9 de fevereiro de 1995 |
| Recorde do campeonato | Gail Devers     | Estados Unidos | 6s 95 | Toronto | 12 de março de 1993                            |

## Medalhistas
| Ouro                | Prata             | Bronze             |
| Julien Alfred (LCA) | Ewa Swoboda (POL) | Zaynab Dosso (ITA) |

## Cronograma
Todos os horários são locais (UTC+0).
| Data       | Hora  | Evento    |
| ---------- | ----- | --------- |
| 2 de março | 11:20 | Bateria   |
| 2 de março | 19:45 | Semifinal |
| 2 de março | 21:49 | Final     |

## Resultados

### Bateria
Qualificação: 3 atletas de cada bateria (Q) mais os 3 melhores qualificados (q).
| Posição | Bateria | Raia | Atleta                  | Nacionalidade            | Tempo | Notas                |
| ------- | ------- | ---- | ----------------------- | ------------------------ | ----- | -------------------- |
| 1       | 3       | 6    | Julien Alfred           | Santa Lúcia              | 7.02  | Q                    |
| 2       | 2       | 4    | Ewa Swoboda             | Polónia                  | 7.02  | Q                    |
| 3       | 7       | 4    | Aleia Hobbs             | Estados Unidos           | 7.07  | Q                    |
| 4       | 6       | 3    | Zaynab Dosso            | Itália                   | 7.10  | Q                    |
| 5       | 7       | 6    | Patrizia van der Weken  | Luxemburgo               | 7.12  | Q                    |
| 6       | 4       | 4    | Rani Rosius             | Bélgica                  | 7.12  | Q,                   |
| 7       | 4       | 3    | Zoe Hobbs               | Nova Zelândia            | 7.15  | Q,                   |
| 8       | 1       | 5    | Géraldine Frey          | Suíça                    | 7.15  | Q,                   |
| 9       | 5       | 4    | Gina Bass               | Gâmbia                   | 7.15  | Q,                   |
| 10      | 5       | 5    | Celera Barnes           | Estados Unidos           | 7.15  | Q                    |
| 11      | 4       | 2    | Tristan Evelyn          | Barbados                 | 7.17  | Q                    |
| 12      | 6       | 5    | Shashalee Forbes        | Jamaica                  | 7.17  | Q                    |
| 13      | 7       | 1    | Orlann Oliere           | França                   | 7.20  | Q                    |
| 14      | 7       | 5    | Jaël Bestué             | Espanha                  | 7.20  | q                    |
| 15      | 3       | 5    | Mikiah Brisco           | Estados Unidos           | 7.20  | Q                    |
| 16      | 6       | 4    | Delphine Nkansa         | Bélgica                  | 7.22  | Q                    |
| 17      | 6       | 2    | Audrey Leduc            | Canadá                   | 7.22  | q, =                 |
| 18      | 2       | 6    | Briana Williams         | Jamaica                  | 7.22  | Q                    |
| 19      | 2       | 3    | Boglárka Takács         | Hungria                  | 7.23  | Q                    |
| 20      | 1       | 6    | Anthonique Strachan     | Bahamas                  | 7.24  | Q                    |
| 21      | 7       | 2    | Õilme Võro              | Estónia                  | 7.24  | q,                   |
| 22      | 3       | 3    | N'Ketia Seedo           | Países Baixos            | 7.24  | Q                    |
| 23      | 4       | 5    | Mélissa Gutschmidt      | Suíça                    | 7.26  |                      |
| 24      | 7       | 7    | Helene Rønningen        | Noruega                  | 7.26  | Recorde pessoal      |
| 25      | 5       | 3    | Magdalena Stefanowicz   | Polónia                  | 7.26  | Q                    |
| 26      | 4       | 6    | Michelle-Lee Ahye       | Trinidad e Tobago        | 7.26  | =                    |
| 27      | 3       | 7    | Karolína Maňasová       | Chéquia                  | 7.27  |                      |
| 28      | 5       | 7    | Polyniki Emmanouilidou  | Grécia                   | 7.27  |                      |
| 29      | 4       | 7    | Lotta Kemppinen         | Finlândia                | 7.28  |                      |
| 30      | 1       | 3    | María Isabel Pérez      | Espanha                  | 7.29  | Q                    |
| 31      | 5       | 2    | Amy Hunt                | Grã-Bretanha             | 7.29  |                      |
| 32      | 2       | 2    | Sade McCreath           | Canadá                   | 7.30  |                      |
| 33      | 1       | 4    | Vitoria Cristina Rosa   | Brasil                   | 7.32  | =                    |
| 34      | 6       | 7    | Rosalina Santos         | Portugal                 | 7.32  |                      |
| 35      | 5       | 6    | Lorène Dorcas Bazolo    | Portugal                 | 7.33  |                      |
| 36      | 7       | 3    | Ángela Gabriela Tenorio | Equador                  | 7.33  |                      |
| 37      | 6       | 6    | Viktória Forster        | Eslováquia               | 7.35  |                      |
| 38      | 1       | 7    | Monika Weigertová       | Eslováquia               | 7.35  |                      |
| 39      | 2       | 7    | Beyonce DeFreitas       | Ilhas Virgens Britânicas | 7.44  |                      |
| 40      | 2       | 8    | Alessandra Gasparelli   | San Marino               | 7.45  |                      |
| 41      | 3       | 4    | Magdalena Lindner       | Áustria                  | 7.46  |                      |
| 42      | 6       | 1    | Loi Im Lan              | Macau                    | 7.46  | Recorde da temporada |
| 43      | 1       | 2    | Anaís Hernández         | Chile                    | 7.48  |                      |
| 44      | 3       | 8    | Guadalupe Torrez        | Bolívia                  | 7.50  |                      |
| 45      | 2       | 5    | Ana Carolina Azevedo    | Brasil                   | 7.50  | Recorde pessoal      |
| 46      | 5       | 8    | Dana Hussain            | Iraque                   | 7.51  | Recorde da temporada |
| 47      | 4       | 8    | Astrid Glenner-Frandsen | Dinamarca                | 7.54  |                      |
| 48      | 3       | 2    | Aziza Sbaity            | Líbano                   | 7.56  |                      |
| 49      | 1       | 1    | Macarena Giménez        | Paraguai                 | 7.59  |                      |
| 50      | 5       | 1    | Marie-Charlotte Gastaud | Mónaco                   | 7.95  |                      |
| 51      | 1       | 8    | Jovita Arunia           | Ilhas Salomão            | 8.19  | Recorde nacional     |
| 52      | 7       | 8    | Zarinae Sapong          | Marianas Setentrionais   | 8.33  | Recorde pessoal      |
| 53      | 6       | 8    | Filomenaleonisa Iakopo  | Samoa Americana          | 8.44  | Recorde pessoal      |

### Semifinal
Qualificação: classificaram-se os 2 melhores de cada bateria (Q) mais 2 melhores colocados (q).
| Posição | Bateria | Raia | Atleta                 | Nacionalidade  | Tempo | Notas           |
| ------- | ------- | ---- | ---------------------- | -------------- | ----- | --------------- |
| 1       | 1       | 3    | Ewa Swoboda            | Polónia        | 6.98  | Q,              |
| 2       | 3       | 3    | Julien Alfred          | Santa Lúcia    | 7.03  | Q               |
| 3       | 2       | 4    | Aleia Hobbs            | Estados Unidos | 7.04  | Q               |
| 4       | 2       | 5    | Zaynab Dosso           | Itália         | 7.05  | Q               |
| 5       | 2       | 6    | Zoe Hobbs              | Nova Zelândia  | 7.09  | q,              |
| 6       | 3       | 4    | Mikiah Brisco          | Estados Unidos | 7.10  | Q               |
| 7       | 1       | 5    | Rani Rosius            | Bélgica        | 7.12  | Q,              |
| 8       | 1       | 4    | Patrizia van der Weken | Luxemburgo     | 7.13  | q'              |
| 9       | 1       | 6    | Celera Barnes          | Estados Unidos | 7.14  |                 |
| 10      | 2       | 2    | Tristan Evelyn         | Barbados       | 7.14  |                 |
| 11      | 2       | 3    | Shashalee Forbes       | Jamaica        | 7.15  |                 |
| 12      | 3       | 5    | Géraldine Frey         | Suíça          | 7.16  |                 |
| 13      | 2       | 7    | Orlann Oliere          | França         | 7.18  |                 |
| 14      | 3       | 2    | Briana Williams        | Jamaica        | 7.19  |                 |
| 15      | 1       | 2    | Boglárka Takács        | Hungria        | 7.21  |                 |
| 16      | 1       | 8    | Audrey Leduc           | Canadá         | 7.21  |                 |
| 17      | 3       | 7    | Delphine Nkansa        | Bélgica        | 7.21  |                 |
| 18      | 3       | 6    | Gina Bass              | Gâmbia         | 7.21  |                 |
| 19      | 2       | 8    | Jaël Bestué            | Espanha        | 7.24  |                 |
| 20      | 1       | 1    | María Isabel Pérez     | Espanha        | 7.26  | Recorde pessoal |
| 21      | 3       | 8    | N'Ketia Seedo          | Países Baixos  | 7.29  |                 |
| 22      | 3       | 1    | Õilme Võro             | Estónia        | 7.31  |                 |
| 23      | 1       | 7    | Anthonique Strachan    | Bahamas        | 7.36  |                 |
| 24      | 2       | 1    | Magdalena Stefanowicz  | Polónia        | 7.37  |                 |

### Final
A final ocorreu dia 2 de março às 21:49.
| Posição           | Raia | Atleta                 | Nacionalidade  | Tempo | Notas               |
| ----------------- | ---- | ---------------------- | -------------- | ----- | ------------------- |
| Medalha de ouro   | 4    | Julien Alfred          | Santa Lúcia    | 6.98  | Melhor marca do ano |
| Medalha de prata  | 5    | Ewa Swoboda            | Polónia        | 7.00  |                     |
| Medalha de bronze | 3    | Zaynab Dosso           | Itália         | 7.05  |                     |
| 4                 | 8    | Zoe Hobbs              | Nova Zelândia  | 7.06  | Recorde da Oceania  |
| 5                 | 7    | Mikiah Brisco          | Estados Unidos | 7.08  |                     |
| 6                 | 2    | Rani Rosius            | Bélgica        | 7.14  |                     |
| 7                 | 1    | Patrizia van der Weken | Luxemburgo     | 7.15  |                     |
| 8                 | 6    | Aleia Hobbs            | Estados Unidos | DNS   |                     |

Legenda
| Recorde mundial       | Recorde mundial (World record)               |                       | Recorde africano                      | Recorde africano (African) |                                           | Q | Classificado por posição (Qualified) |
| Recorde do campeonato | Recorde do campeonato (Championship record)  | Recorde da América    | Recorde da América (Americas)         | q                          | Classificado por melhor tempo (Qualified) |   |                                      |
| Melhor marca do ano   | Melhor marca do ano (World leading)          | Recorde asiático      | Recorde asiático (Asian)              | DNS                        | Não largou (Did not start)                |   |                                      |
| Recorde nacional      | Recorde nacional (National record)           | Recorde europeu       | Recorde europeu (European)            | DNF                        | Não terminou (Did not finish)             |   |                                      |
| Recorde pessoal       | Recorde pessoal do atleta (Personal best)    | Recorde da Oceania    | Recorde da Oceania (Oceania)          | DSQ / DQ                   | Desclassificado (Disqualified)            |   |                                      |
| Recorde da temporada  | Recorde da temporada do atleta (Season best) | Recorde sul-americano | Recorde sul-americano (South America) | NM                         | Sem marca (No mark)                       |   |                                      |